# 夢幻戰士III
《梦幻战士III》是日本通訊網路於1990年到1991年間所發行的橫向捲軸動作遊戲。在PC Engine主機與Mega Drive主機都有移植版本。開發團隊是Laser Soft。
本作是1989年發行的《夢幻戰士II》的正式後繼作品。也是正史故事中優子最後活躍的畢業作。本作首次採用了三人替換制。利用3人不同的特性來協力過關。在當時算是首次在動作遊戲上嘗試戰術運用的要素。這項三人替換制成為本作的特色。本作維持本系列一貫的特色依然維持優質的配樂與過場動畫。使的本作的評價依然居高不下。

## 遊戲系統
以PC Engine版本為標準。本作採用三人替換制。玩家必須利用3人不同的特性來協力過關。而玩家可以控制優子等人跳躍或滑鏟躲避敵人或橫越地形陷阱。同時優子等人有血量限制。一旦血量歸零。本關即宣告失敗。
攻擊模式：
- 優子：使用劍氣攻擊。攻擊等級提升時可以長距離打擊敵人。得意魔法是雷屬性。
- ヴァルナ:使用魔法子彈攻擊。等級提升時可以打出前方2發斜上一發的能源彈打擊敵人。得意魔法是雷與冰屬性。
- 恰姆：使用鞭子攻擊。攻擊等級提升時可以連續打擊敵人。得意魔法是火屬性。

## 劇情簡介
古代的三界是一個混亂的世代。在神的授意下。兩位勇者拿者神劍打倒了巨人。結束了三界的紛爭。這兩把劍分別是代表了無限破壞的雷薩斯大劍與神秘力量的ヴァリス劍。然而這兩把劍也在之後不知去向。
魔界面臨了新的危機。亞空間的異常擴張已經影響到了魔界。新魔王決定將勢力擴張至夢幻界與人間界。在排除反對勢力後。古拉梅司竟拿出已經化為傳說的無限破壞武器雷薩斯大劍出現在眾人眼前。過後不久。一道暗影出現在沉睡中的優子旁邊……

### 登場人物
麻生優子（配音：島本須美）新的威脅襲向了夢幻界與人間界。恰姆向優子告知事態的嚴重性。得知狀況的優子決意打到古拉梅司。挽救三界。於是離開了和平的人間界。迎向了最後一次戰鬥。
ヴァルナ（配音：聲優島津冴子）優子的雙胞胎妹妹。夢幻界的現任女王。為了保護夢幻界決定與優子一起奮戰。
恰姆（配音：聲優三田優子）暗黑界祭司拉達的女兒。為了報父親的仇。前去偷取優子的ヴァリス劍。
桐島麗子以精神體的存在。在優子前往面會大賢者尼謝帝之前。鼓舞優子等三人。
ヴァリア以精神體的存在。在優子前往面會大賢者尼謝帝之前。默默守護優子等三人。
古拉梅司魔界的英雄。手上拿者無限破壞力的傳說武器雷薩斯大劍。

## 外部連結
- 莫比游戏上的《夢幻戰士III》（英文）